# Rechnitz
Rechnitz è un comune austriaco di 3 119 abitanti nel distretto di Oberwart, in Burgenland; ha lo status di comune mercato (Marktgemeinde).

## Amministrazione

### Gemellaggi
- Alzey, dal 1981[senza fonte]